# Landa
Landa – miasto w Stanach Zjednoczonych, w stanie Dakota Północna, w hrabstwie Adams.